# John Doms
John Doms (Waarloos, 5 november 1924 – Duffel, 27 juni 2013) was een Belgische atleet, die gespecialiseerd was in de lange afstand en het veldlopen. Hij was de eerste Belgische winnaar van de Landencross en nam eenmaal deel aan de Olympische Spelen.

## Biografie
John Doms werd in 1948 in Reading winnaar van de Landencross. Hij nam dat jaar ook deel aan de Olympische Spelen in Londen, maar werd uitgeschakeld in de reeksen van de 3000 m steeple.
In 1950 werd hij bij de Europese kampioenschappen in Brussel negende op de 10.000 m.
In 1952 stopte Doms met atletiek.

### Clubs
Doms was aangesloten bij FC Malinois.

## Persoonlijke records
| Onderdeel      | Prestatie | Datum           | Plaats  |
| -------------- | --------- | --------------- | ------- |
| 10.000 m       | 31.04,2 s | 1950            | Brussel |
| 3000 m steeple | 9.41,8 s  | 3 augustus 1948 | Londen  |

## Palmares

### 1500 m
- 1948:  BK AC – 3.07,6

### 10.000 m
- 1950: 9e EK in Brussel – 31.04,2

### 3000 m steeple
- 1948: 6e reeksen OS in Londen – 9.41,8

### veldlopen
- 1948:  BK AC in Bosvoorde
- 1948:  Landencross in Reading
- 1948:  landenklassement Landencross in Reading

## Onderscheidingen
- Ereburger van Waarloos